# Archibald Campbell, 4:e earl av Argyll
Archibald Campbell, 4:e earl av Argyll, född omkring 1507, död 1558, sonson till Archibald Campbell, 2:e earl av Argyll, var John Knox vän och lärjunge samt en av reformationens kraftigaste befrämjare i skotska högländerna.